# Abner
אבנר
Avner ben Ner (hébreu : אבנר, « père de la lumière ») ou Abner est un personnage des premier et deuxième livre de Samuel, qui font partie de l'Ancien Testament. Il est chef de l'armée du roi d'Israël Saül dont l'effectif peut atteindre jusqu'à deux cent mille hommes.

## Présentation
Abner est oncle de Saül. Après la mort de ce dernier, il emmène Ishboshet, fils de Saül à Mahanaim et le fait devenir roi d'Israël, puis il part de Mahanaim pour aller à Gabaon où ses hommes sont battus. Abner est alors poursuivi par Asael un neveu de David et il le tue. Joab et Abisai les deux frères d'Asael continuent la poursuite, puis s'arrêtent, transportent le corps de leur frère Asael pour l'enterrer dans le tombeau de leur père à Bethléem et repartent à Hébron. Abner poursuit sa route, traverse le Jourdain et retourne à Mahanaim. Ishboseth devenu roi reproche à Abner d'avoir eu des relations avec Respha la concubine de son père Saul, Abner se met en colère et envoie des messages à David pour lui proposer une alliance. David accepte cette alliance sous réserve qu'Abner lui ramène sa femme Mikhal fille de Saul. Abner a des pourparlers avec les anciens d'Israël et avec la maison de Benjamin. Abner va voir David à Hébron et David fait un festin à Abner ; puis il se range au parti de David, contribuant puissamment à lui soumettre tout le royaume d'Israël. Abner repart de chez David à Hébron, Joab l'apprend et critique son oncle David puis fait revenir Abner à Hébron et le tue pour venger son frère Asael. En réalité Joab n'agit pas pour venger son frère Asael mais par crainte que son commandement ne lui soit enlevé au profit d'Abner. Abner est alors enterré à Hébron. Ishboseth le fils de Saul apprend la mort d'Abner, est tué par Réchab et Baana, sa tête coupée est apportée à David puis enterrée dans la tombe d'Abner à Hébron.